# 达佛涅宫

君士坦丁堡中心区域

达佛涅宫或月桂宫（希臘語：Δάφνη）是拜占庭帝国首都君士坦丁堡大皇宫的主要一翼。根据格奥尔基·科迪诺斯的说法，其名称出自一尊从罗马带来的宁芙达佛涅（意为“月桂树”）的雕像。宫殿的确切布局和外观尚不清楚，因为其现在处于蘇丹艾哈邁德清真寺之下，仅存的证据都出自于文献。乔纳森·巴迪尔（Jonathan Bardill）认为 Walker Trust 于1935年至1937年以及1952年至1954年的发掘中紧邻的一个殿厅的镶嵌画列柱中庭，可能是达佛涅宫的奥古斯都殿。

## 描述
达佛涅宫属于皇宫建筑群的最早阶段完工的建筑，于君士坦丁大帝重建拜占庭城作为新首都以及其继位者时期建立。6世纪查士丁二世扩建了原有的建筑，直至8世纪这里都是皇帝的主要居所。这座宫殿由礼堂和住宅组成，位于皇宫建筑群的最西端，紧邻竞技场，通过台阶连接着竞技场的皇帝包厢（kathisma）。这个建筑群包括达佛涅宫的寝宫（koitōn）、八角寝宫以及圣司提反的礼拜堂，都建于约421年，奥古斯塔普爾喀麗亞将圣人的右臂安置于此。达佛涅宫与奥古斯都殿（注意并非奥古斯塔广场）相连，后者也是皇宫中最古老的部分之一。它也以加冕殿（Στέψιμον，Stepsimon）一名为人知晓，表明其原本作为加冕大殿的功能，其一直履行这一使命（尤其是皇后和皇帝婚礼的加冕典礼）直至拜占庭中期。返回来，奥古斯都殿连接着后来的金宴殿和咨议厅。另外两个纪念圣母玛丽亚和圣三一的礼拜堂也位于达佛涅宫建筑群以南。
在9至10世纪，宫廷生活以及仪典的中心南移至了牛狮宫以及金宴殿周围的典仪建筑。尽管达佛涅宫仍在皇帝的仪典中出现，但是根据君士坦丁七世的《典议论》，其名气与使用率的逐渐消亡可以从皇帝尼基弗鲁斯二世围着宫殿建了新的围墙，达佛涅宫建筑群却未被囊括其中勾勒出来。11世纪以后，达佛涅宫似乎年久失修，逐渐沦为废墟，拉丁帝国时期将残余的金属和建材掠夺走，加剧了这一过程。

### 脚注
1. ↑  Paspates (2004), p. 227
2. 1 2 3 4  Westbrook (2007)
3. ↑  Bardill, Jonathan. . Journal of Roman Archaeology. 1999, 12: 216–230. doi:10.1017/S1047759400017992.
4. ↑  Kazhdan (1991), p. 869
5. ↑  Paspates (2004), p. 229–233
6. ↑  Maguire (2004), p. 57
7. ↑  Maguire (2004), pp. 59–60
8. ↑  Paspates (2004), p. 233–235
9. ↑  Paspates (2004), p. 236–237

### 书籍
- 亚历山大·卡日丹 (编). . 牛津: 牛津大学出版社. 1991. ISBN 0-19-504652-8.
- Maguire, Henry. . Dumbarton Oaks. 2004. ISBN 978-0-88402-308-1.
- Paspates, A. G. . Kessinger Publishing. 2004 [1893]  [2020-12-06]. ISBN 0-7661-9617-8. （原始内容存档于2017-03-02）.
- Westbrook, Nigel. . Encyclopedia of the Hellenic World, Constantinople. 2007-12-21  [2009-09-26]. （原始内容存档于2015-05-10）.